# Jeremiah Cosden
Jeremiah Cosden (* 1768; † 5. Dezember 1824 in Baltimore, Maryland) war ein US-amerikanischer Politiker. In den Jahren 1821 und 1822 vertrat er den Bundesstaat Maryland im US-Repräsentantenhaus.

## Werdegang
Cosdens genaues Geburtsdatum und sein Geburtsort sind nicht überliefert. Ebenso fehlen die Hinweise auf seine Jugend und Schulausbildung. Er schloss sich der von Thomas Jefferson gegründeten Demokratisch-Republikanischen Partei an. Bei den Kongresswahlen des Jahres 1820 wurde er im sechsten Wahlbezirk von Maryland in das US-Repräsentantenhaus in Washington, D.C. gewählt, wo er am 4. März 1821 die Nachfolge von Stevenson Archer antrat. Sein Gegenkandidat Philip Reed legte gegen den Wahlausgang Widerspruch ein. Als diesem stattgegeben wurde, musste Cosden sein Mandat am 19. März 1822 an Reed abtreten. Über seine Zeit nach dem Ausscheiden aus dem Kongress sind keine Angaben überliefert. Es wird nur erwähnt, dass er am 5. Dezember 1824 in Baltimore starb.